# Colin McDonald
Pour les articles homonymes, voir Colin McDonald (hockey sur glace) et McDonald.
Colin Agnew McDonald, né le 15 octobre 1930 à Bury, est un footballeur anglais.
Il a joué durant sa carrière au Burnley FC entre 1953 et 1959, effectuant 201 matchs au total jusqu'à une blessure à la jambe le force à prendre sa retraite sportive. Il a également été sélectionné à huit reprises en sélection nationale d'Angleterre participant entre autres à tous les matchs de l'Angleterre pendant la coupe du monde 1958.
Il s'est brisé la jambe lors d'une rencontre amicale à Dublin le jour de la Saint-Patrick en 1959.